# Rudolf Brock
Rudolf Brock (ur. 6 sierpnia 1916 w Bismarckhütte, zm. 28 września 1982 w Poczdamie) – pisarz, autor książek dla dzieci i młodzieży, scenarzysta filmowy, lektor radiowy.

## Życiorys
Urodził się 6 sierpnia 1916 w Bismarckhütte, obecnie Chorzów Batory, dzielnica Chorzowa, w rodzinie rzeźnika.
Studiował w Wyższej Szkole Teatralnej (Hochschule fur Theater) w Mannheim (RFN). Po wybuchu II wojny światowej powołany do wojska. Koniec wojny zastał go we wschodnich Niemczech, w strefie radzieckiej, późniejszej NRD. Podjął pracę jako kierownik artystyczny w rozgłośni radiowej w Halle (RFN), od 1949 roku był także lektorem w tej rozgłośni. W latach 1955–1960 studiował w Instytucie Literatury w Lipsku. Po ukończeniu tych studiów zamieszkał w podberlińskim Tetlow.
Był autorem książek i opowiadań dla dzieci i młodzieży, ale także dramatów, opowiadań scenariuszy filmowych i słuchowisk radiowych. Wraz z żoną Ruth w 1955 roku wydał zbiór bożonarodzeniowych wierszy, pieśni i opowiadań.
Zmarł 28 września 1982 roku w Poczdamie (RFN).